# Association française pour le nommage Internet en coopération
L’Association française pour le nommage Internet en coopération (Afnic) est une association loi de 1901. Elle a pour mission de gérer les domaines Internet nationaux de premier niveau de la France (.fr), La Réunion (.re), des Terres australes et antarctiques françaises (TAAF) (.tf), Mayotte (.yt), Saint-Pierre-et-Miquelon (.pm) et Wallis-et-Futuna (.wf). L'Afnic se définit également comme fournisseur de solutions techniques et de services de registre, elle est notamment le partenaire technique de nouveaux domaines génériques dont le .paris, le .bzh, le .alsace et le .ovh.
Elle a été créée en 1997 par la volonté conjointe de l’Inria et de l’État français (ministères de l’industrie, des télécommunications et de la recherche). Elle est depuis 2011 régie par l'article L.45 du code des postes et des communications électroniques et le décret du 1er août 2011.
Son siège est situé à Guyancourt, Saint-Quentin-en-Yvelines.

## Missions
Les missions de l'Afnic sont définies à l'article 2 de ses statuts.
Pour favoriser le développement d'Internet en France, l'objet de l'association est d'assurer les missions suivantes : 
- l'attribution et la gestion des noms de domaine d'Internet mentionnés à l'article L.45 du code des postes et des communications électroniques,
- le développement de services support pour les applications de l'économie numérique et leur fourniture aux prestataires de service,
- le transfert, sur les plans national et international, des connaissances et des savoir-faire acquis,
- le soutien, à travers la création d'un fonds ou de toute structure gérée directement ou non :
  - au développement d'Internet, à la formation et à la sensibilisation à ses usages,
  - à sa promotion et à sa meilleure connaissance en France,
- toute mission qui lui aura été confiée par les pouvoirs publics dans le cadre de la gestion d'Internet.

En plus de la gestion du .fr, l’Afnic gère également 5 autres ccTLD concernant des territoires d’outre-mer français : .re pour La Réunion, .tf pour les Terres australes et antarctiques françaises (TAAF), .wf pour Wallis-et-Futuna, .yt pour Mayotte et .pm pour Saint-Pierre-et-Miquelon. Depuis le 6 décembre 2011, ces 6 ccTLD sont accessibles à toutes personnes, physiques ou morales, de l'Union Européenne et de l'AELE (Suisse, Liechtenstein, Norvège et l'Islande).
L'Afnic reverse 90 % des bénéfices de la gestion du .fr à sa Fondation Afnic pour la solidarité numérique jusqu'en 2023, puis y consacre un montant minimum annuel de 1,3 million d'euros à compter de 2024, conformément à la convention État-Afnic.

## Organisation

### Membres
Les membres de l'Afnic sont principalement composés de :
- bureaux d'enregistrement : organisations commercialisant des noms de domaine sous extension gérée par l'Afnic,
- utilisateurs : personnes morales (entreprises, établissements) ou physiques (particuliers),
- correspondants : associations ou organisations nationales et internationales.

Depuis 2008, les bureaux d'enregistrement ne sont plus obligés d'êtres membres pour commercialiser les extensions de noms de domaine proposées par l'Afnic.
En 2024, l'Afnic comptait 152 membres, dont 22 membres du collège international, 43 membres bureaux d'enregistrement et 74 membres utilisateurs.

### Conseil d'administration
Le conseil d'administration est composé de 10 membres :
- deux membres désignés par l'Inria,
- un membre désigné par le ministère chargé des télécommunications,
- un membre désigné par le ministère chargé de l'industrie,
- un membre désigné par le ministère chargé de la recherche,
- deux membres élus par le collège des bureaux d'enregistrement,
- deux membres élus par le collège des utilisateurs,
- un membre élu par le collège international.

### Présidents
- Guy Aubert (1998-2004)
- Jean-Claude Gorichon (2004-2010)
- Jean-Pierre Dardayrol (2010-2013)
- Emmanuel Sartorius (2013-2019)
- Godefroy Beauvallet (2019-2025)
- André Schwob (depuis 2025)

### Directeurs généraux
- Jean-Yves Babonneau (1998-2005)
- Mathieu Weill (2005-2017)
- Pierre Bonis (depuis 2017)

## Cadre juridique
L'activité de gestion des noms de domaine de premier niveau correspondant au territoire national (ccTLD) est régie en France par l'article L.45, L. 45-1 à 6 et R. 20-44-34 à 44 du code des postes et des communications électroniques. Le décret du 6 février 2007 en précise les modalités d'application. Il prévoit notamment le principe d'appel à candidature pour procéder à la désignation des offices d'enregistrement (c'est-à-dire registre). La gestion des noms de domaine de premier niveau obéit au régime juridique du service public. C'est à ce titre qu'elle a été concédée à l'Afnic.
À la suite d'un appel à candidature lancé par le ministère de l'Économie, de l'Industrie et de l'Emploi, l'Afnic a été désignée par arrêté du 19 février 2010 comme office d'enregistrement de l'extension .fr, pour une durée de 7 ans. Une convention de concession de service public a été signée entre le représentant de l'État et l'Afnic. Le contrat administratif décrit les obligations de l'Afnic, stipule les modalités de contrôle du concessionnaire par l'État et détaille les engagements pour la gestion du .fr pris dans l'appel à candidature.
Aujourd'hui, le gestionnaire est nommé par arrêté dans le cadre du code de la commande publique, au titre du nouvel article L.45 du code des postes et télécommunications, dans sa rédaction issue de l'ordonnance n°2014-329 du 12 mars 2014.
La concession de l'Afnic a été renouvelée par arrêté le 20 septembre 2021 pour une durée de cinq ans.

### Critique
Le Conseil d'État avait déjà critiqué en 1998 le monopole injustifié de l’Afnic (ex NIC-France) sur l’attribution des noms de domaine dans le domaine de premier niveau .fr, ainsi que la rigidité des procédures « qui semble dissuader un certain nombre d’entreprises françaises de s’enregistrer sous le .fr ». Depuis, l'Afnic a procédé à plusieurs ouvertures afin d'assouplir les règles d'enregistrement :
- 2004 : abandon du droit au nom[19];
- 2006 : ouverture du .fr aux particuliers[20];
- 2011 : ouverture à l'Europe des ccTLD opérés par l'Afnic[21].

L'article L. 45 du code des postes et des communications électronique a finalement été censuré par le Conseil constitutionnel, par une décision rendue le 6 octobre 2010 répondant à une question prioritaire de constitutionnalité. Les sages ont relevé l'incompétence négative du législateur. Ils lui reprochent d'avoir entièrement délégué le pouvoir d’encadrer les conditions dans lesquelles les noms de domaine sont attribués ou peuvent être renouvelés, refusés ou retirés. Aucune autre disposition législative n’institue les garanties permettant qu’il ne soit pas porté atteinte à la liberté d’entreprendre ainsi qu’à l’article 11 de la Déclaration des droits de l'homme et du citoyen de 1789. La censure a été différée dans le temps avec prise d'effet au 1er juillet 2011.

### Nouvelle gouvernance depuis 2012
La mise en œuvre du nouveau cadre juridique pour la gouvernance des onze domaines Internet de premier niveau français est lancée le 20 mars 2012 par la publication dans le Journal officiel d'un appel à candidatures pour la concession des ccTLD.

## Domaines de premier niveau correspondant au territoire français

### Domaines de premier niveau (TLD) gérés par l'Afnic
- .fr : pour la France ;
- .re : pour l’île de La Réunion ;
- .tf : pour les Terres australes et antarctiques françaises ;
- .wf : pour les îles de Wallis-et-Futuna ;
- .pm : pour les îles de Saint-Pierre-et-Miquelon ;
- .yt : pour l’île de Mayotte.

### Autres TLD de territoires ou départements français non gérés par l'Afnic
- .nc : pour la Nouvelle-Calédonie ;
- .mq : pour la Martinique ;
- .gp : pour la Guadeloupe ;
- .gf : pour la Guyane ;
- .pf : pour la Polynésie française ;
- .mf : pour Saint Martin (inactif) ;
- .bl : pour Saint-Barthélemy (inactif).

## Domaines de premier niveau dont l’Afnic est prestataire ou opérateur technique
L'Afnic se positionne également comme fournisseur de solutions techniques et de services de registre. Elle accompagne les entreprises et les collectivités locales dans l’acquisition de leur TLD auprès de l'ICANN ainsi que de leur gestion technique.
Liste des domaines dont la délégation technique est effective :
- .alsace : pour la région Alsace ;
- .bzh : pour l'association www.bzh (soutenue par la région Bretagne) ;
- .paris : pour la Ville de Paris ;
- .corsica : pour la Collectivité de Corse ;
- .museum : pour le Conseil international des musées (ICOM) ;
- .bostik : pour la société Bostik ;
- .lancaster : pour la marque Lancaster ;
- .leclerc : pour l'enseigne E.Leclerc ;
- .ovh : pour l'hébergeur OVHcloud, anciennement OVH ;
- .mma : pour la compagnie d'assurance MMA ;
- .sncf : pour l'entreprise Société nationale des chemins de fer français (SNCF) ;
- .total : pour le groupe TotalEnergies.

## Sur le plan international
Alors que l'Ukraine, dans le contexte du conflit russo-ukrainien, suggère le retrait de la racine d’Internet des TLD russes, Pierre Bonis, DG de l’Afnic, fait savoir son désaccord en insistant sur le fait que les infrastructures doivent rester neutres. La demande, rejetée par l'ICANN, a été faite par Andrii Nabok, représentant ukrainien de l'ICANN, et de Mykhaïlo Fedorov, vice-premier ministre et ministre de la transformation numérique de l'Ukraine.

## Procédures alternatives de résolution de litiges
L'Afnic propose différents moyens de résolution de litiges entre ayants-droit et titulaires, pour les domaines de son périmètre (.fr, .re, .pm, .tf, .wf et .yt).

### Procédures actuelles

#### Syreli
L'Afnic lance Syreli le 21 novembre 2011, en remplacement de PREDEC. Cette procédure permet à un requérant de demander la suppression ou le transfert d'un nom de domaine sous deux mois.
Fin 2021, 1 897 décisions Syreli avaient été rendues, 63 % d'entre elles étant favorables au requérant.

#### PARL Expert
Ouverte depuis le 22 mars 2016, cette procédure permet de faire appel à un expert mandaté par le Centre d'arbitrage et de médiation de l'Organisation mondiale de la propriété intellectuelle afin d'obtenir le transfert ou la suppression d'un nom de domaine.
Fin 2021, 54 décisions avaient été rendues, 89 % d'entre elles étant favorables au requérant.

#### Médiation
Le 3 juillet 2023, l'Afnic a lancé une procédure gratuite de médiation amiable entre requérant et titulaire. Celle-ci ne se substitue pas aux procédures Syreli et PARL Expert mais permet d'engager un dialogue entre les parties afin d'obtenir une résolution amiable du litige.
Un an après, 58 % des médiations avaient abouti à un accord entre les parties, avec une durée moyenne de 4 jours ouvrés.

### Anciennes procédures

#### PREDEC
Cette procédure, ouverte le 28 juillet 2008, a traité 224 litiges jusqu'à son arrêt en 2011.

## Fondation Afnic pour la solidarité numérique
En 2015, l'Afnic créé la Fondation Afnic pour la solidarité numérique, placée sous l'égide de la Fondation de France (FDF). Son objectif est de soutenir financièrement des projets non lucratifs d'inclusion numérique, de développement d'Internet solidaire et de solidarité numérique. L'Afnic verse annuellement un montant minimum de 1,3 million d'euros à sa fondation.
Depuis sa création, la fondation a soutenu 512 projets pour un montant total de plus de 10 millions d'euros.

## Identité visuelle

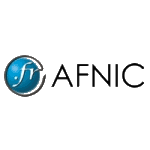
Logo de l'Afnic jusque 2005.
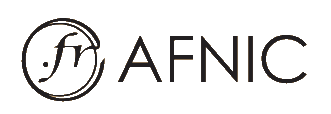
Logo de l'Afnic de 2005 à 2010.
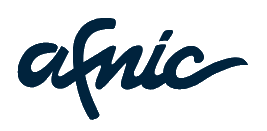
Logo de l'Afnic de 2011 à 2019.
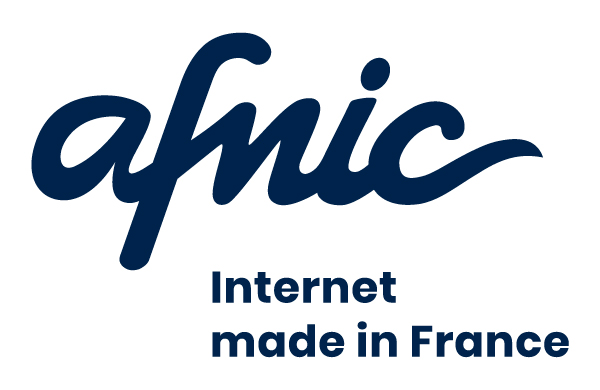
Logo actuel, depuis 2020.